# 291 î.Hr.

## Decese
- dată necunoscută: Menandru poet dramatic grec al comediei noi (n. ?)